# Fließ
Fließ est une commune autrichienne du district de Landeck dans le Tyrol.

## Géographie
- Le point culminant de la commune se situe sur la Hohe Aifner Spitze.